# Kruibeke
Kruibeke ist eine Ortschaft im Nordosten der belgischen Provinz Ostflandern und Teil der Gemeinde Beveren-Kruibeke-Zwijndrecht. Bis Ende 2024 war Kruibeke eine selbstständige Gemeinde mit zuletzt 17.072 Einwohnern (Stand: 1. Januar 2024). Die Gemeindefläche betrug 33,64 km².
Kruibeke liegt zwischen der Schelde und der Autobahn E17. Die Gemeinde grenzt an Beveren im Norden, Zwijndrecht im Nordosten und jenseits der Schelde an Hemiksem und Antwerpen im Osten, an die Gemeinden Schelle und Bornem im Süden und an Temse im Südwesten.
1977 wurde die Gemeinde Kruibeke aus den zuvor selbständigen Teilen Kruibeke (6862 Einw., 1454 ha), Bazel (4967 Einw., 1700 ha) und Rupelmonde (2906 Einw., 188 ha) gebildet. Der Gemeindeteil Rupelmonde liegt direkt am Ufer der Schelde. Verwaltungstechnisch gehört Kruibeke zum Arrondissement Sint-Niklaas. Am 1. Januar 2025 fusionierte Kruibeke zusammen mit den damaligen Gemeinden Beveren und Zwijndrecht zur neuen Gemeinde Beveren-Kruibeke-Zwijndrecht.
Ein beträchtlicher Teil des Ortes besteht aus Poldern, die mittels eines Systems von Deichen vor dem Einfluss der Schelde geschützt werden. Die Siedlungskerne liegen auf einem etwas höheren Lehmrücken.

## Persönlichkeiten
- Ronny Van De Vijver (1945–2021), Radrennfahrer

## Einzelnachweise

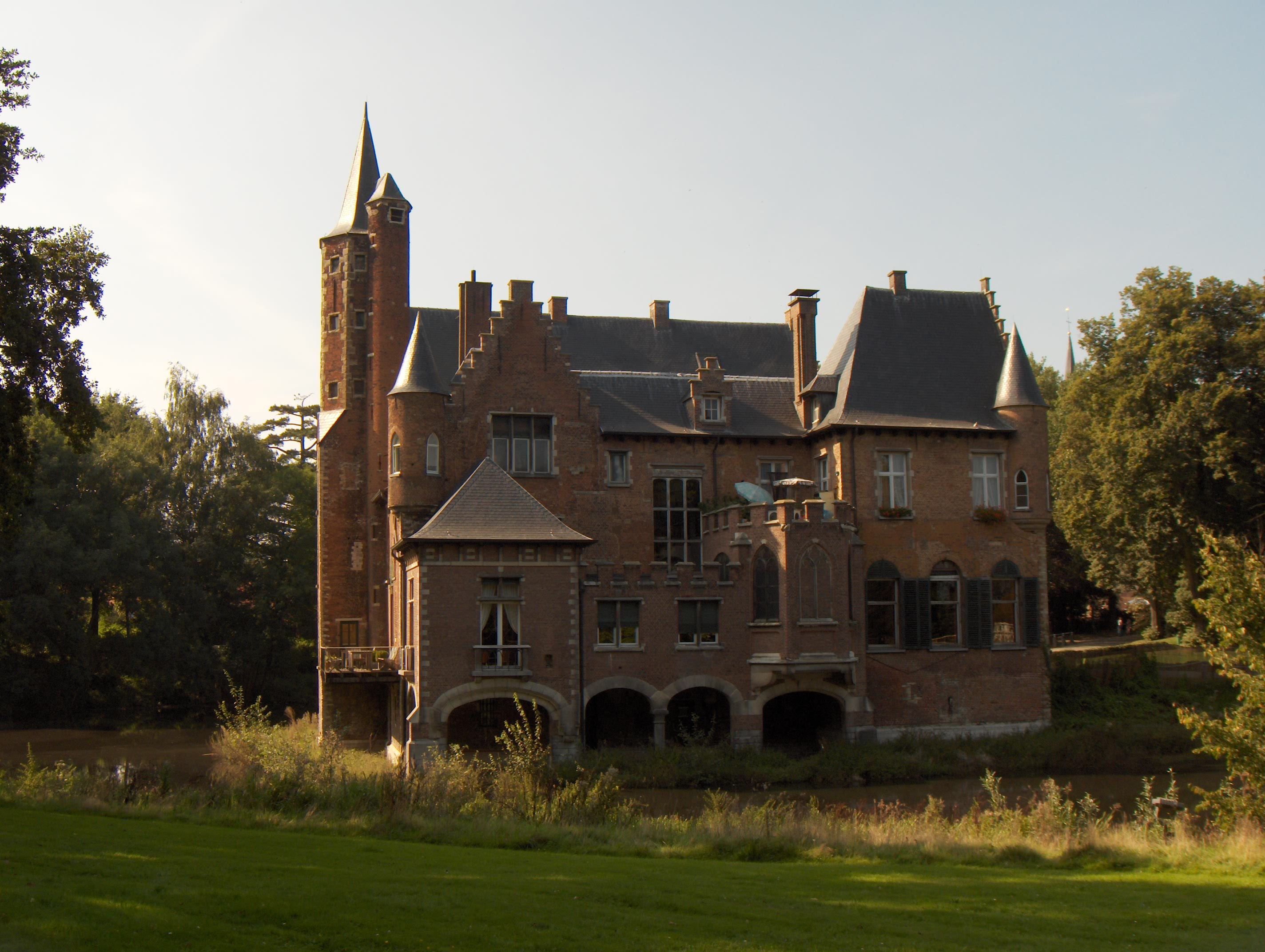
Ortsteil Bazel, Schloss Wissekerke

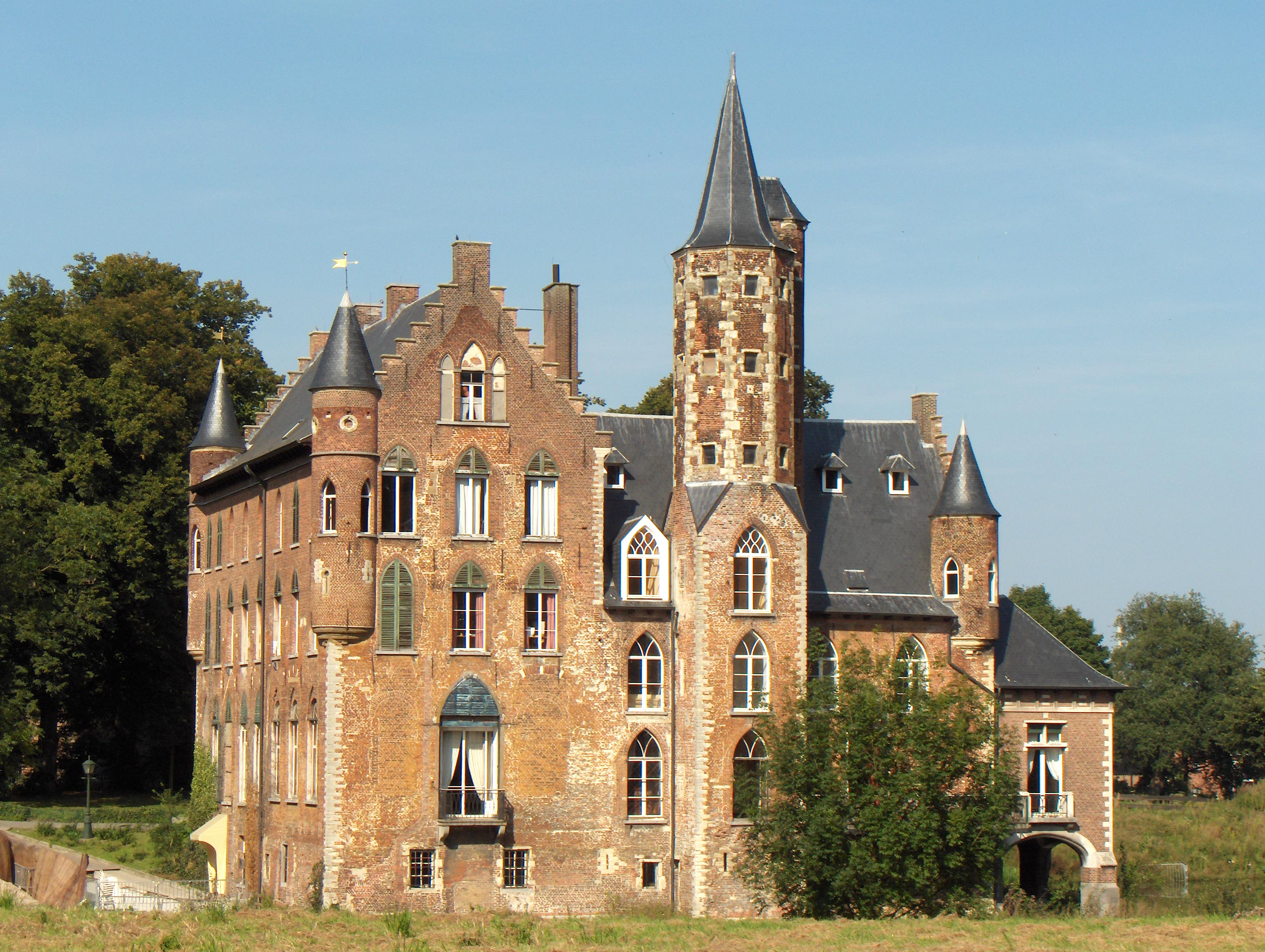
Ortsteil Bazel, Schloss Wissekerke